# نولان متفرع
نولان متفرع (الاسم العلمي:Nolana divaricata) هو نوع نباتي يتبع جنس النولان من فصيلة الباذنجانية.